# آب (فیلم ۲۰۰۵)
آب (هندی: वाटर) فیلمی در ژانر درام و رمانتیک به کارگردانی دیپا مهتا است که در سال ۲۰۰۵ منتشر شد. از بازیگران آن می‌توان به لیسا ری، جان آبراهام و دیپا مهتا اشاره کرد.